# Kashida Leo
Kashida Leo (樫田レオ Kashida Reo) là một nhà văn người Nhật làm việc cho hãng visual novel Key với vai trò là một người viết thuê không làm việc trực tiếp trong trụ sở chính. Ông đã góp phần viết kịch bản cho hai visual novel của Key là Tomoyo After ~It's a Wonderful Life~ và Little Busters!, dù chưa thật sự có những đóng góp to lớn nào trong các tác phẩm.